# Ippodromo La Favorita
Ippodromo La Favorita var en travbana i Palermo på Sicilien i Italien, öppnad 1953 och stängd 2017.

## Om banan
Ippodromo La Favorita ligger bredvid Stadio Renzo Barbera i den södra delen vid Parco della Favorita, Palermos största park. 
Huvudbanan är 1000 meter lång och 25 meter bred. På insidan om huvudbanan ligger även en träningbana som är 800 meter lång. Banans stallbacke har ca 400 boxplatser för hästar, och har även en veterinärsklinik i anslutning till boxplatserna. 
Läktarplatserna rymde totalt 15 000 åskådare och hade totalt 2 392 sittplatser. Banan var utrustad med belysning för tävlingar på kvällstid.

### Ekonomiska problem
Banan var länge under utredning då man misstänkte att Costa Nostra-maffian varit inblandad i travsporten. Banan stängdes helt 2017, då det fanns bevis för att uppgjorda lopp hade skett, då kuskar hade mutats och även hotats av maffian.